# Aigun

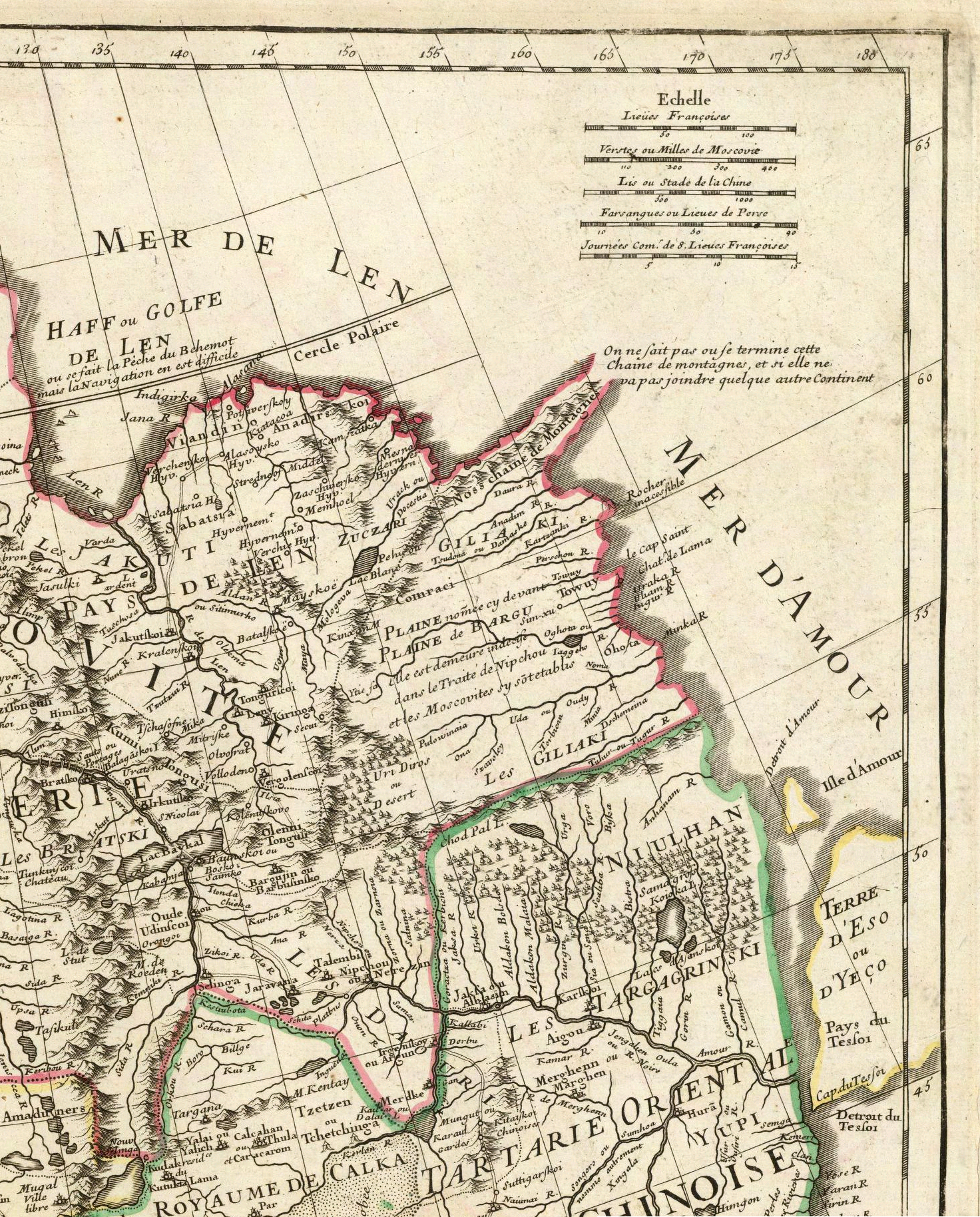
Aigou (Aigun) là một trong số ít các thị trấn trên sông Amur, và là một trong những nơi quan trọng nhất trong khu vực, trên một bản đồ 1706 của Pháp

Aigun (giản thể: 瑷珲; phồn thể: 璦琿; bính âm: Àihún; tiếng Mãn: ᠠᡳ᠌ᡥᡡᠨ ᡥᠣᡨ᠋ᠣᠨ Aihūn hoton; phiên âm Hán-Việt: Ái Hồn) là một Trấn di tích lịch sử của Trung Quốc ở miền bắc Mãn Châu, nằm trên hữu ngạn của sông Amur, cách 30 kilômét (19 mi) phía nam (hạ lưu) so với trung tâm của Hắc Hà (trong đó, nó lần lượt chảy qua gặp sông Zeya và Blagoveschensk).
Tên tiếng Trung Quốc của thị trấn, mà theo nghĩa đen có nghĩa là "Bright Jade", là phiên âm gốc của tên của thị trấn theo người Mãn Châu là Ducher.
Ngày nay, thành phố cũ của Aigun được gọi là Aigun Town một trấn và là một phần của huyện Ái Huy, do đó nó là một phần của quận cấp thành phố của Hắc Hà. Hắc Hà là một trong những thành phố lớn ở tỉnh Hắc Long Giang.

## Lịch sử
Trước đây Aigun là một thị trấn của người bản địa Ducher ở Thung lũng Amur, nằm ở bên tả ngạn (phía đông bắc bây giờ là Nga) của sông Amur. Vị trí trước đây của thành phố, với tên trong báo cáo của nhà thám hiểm Nga Yerofey Khabarov gọi là Aytyun (Айтюн) vào năm 1652, hiện đang được biết đến là nhà khảo cổ học làm địa điểm Grodekovo (Гродековское городище), sau khi ngôi làng gần đó của Grodekovo. Nó được cho là đã có dân cư sinh sống từ khoảng cuối thiên niên kỷ 1 hoặc đầu thiên niên kỷ thứ 2 trước công nguyên.

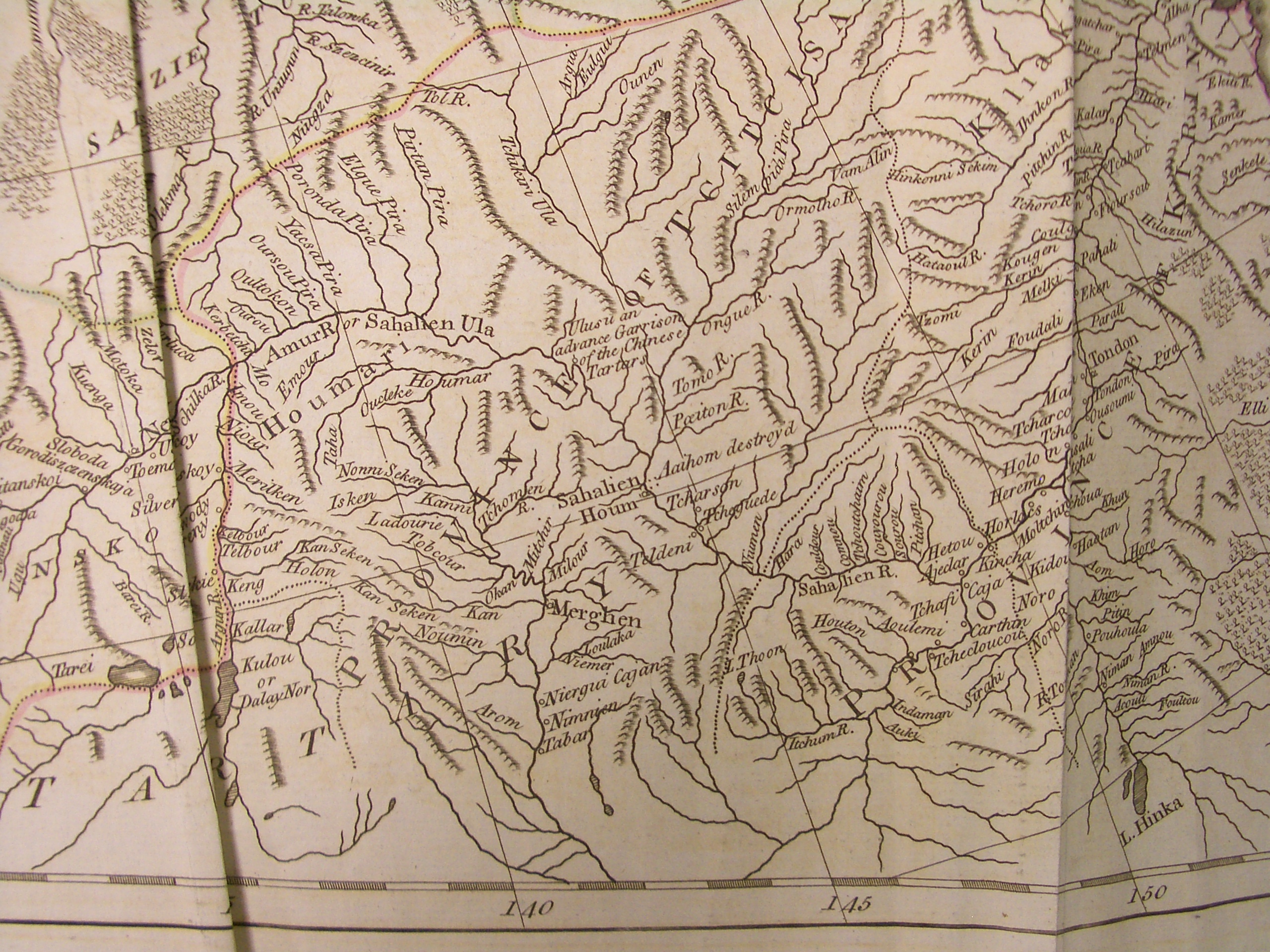
Aaihom (hủy bỏ) được hiển thị trên bản đồ đối diện 1773 Sahalien Hotun, sau d'Anville's map từ 1734

Thị trấn Ducher lẽ đã bị bỏ trống khi Duchers đã được sơ tán bởi các Mãn Châu Trung Quốc nhà Thanh đến Sungari hoặc Hurka vào giữa 1650s. trong 1683-1685 người Mãn Châu tái sử dụng các trang web như một cơ sở cho chiến dịch của họ chống lại Nga pháo đài của Albazin.
Sau khi chiếm Albazin năm 1685 hoặc 1686, người Mãn Châu di chuyển thị trấn đến một trang web mới trên bên phải (phía tây nam) bờ sông Amur, về 3 dặm (4,8 km) hạ lưu từ các vị trí gốc. Vị trí mới chiếm của ngôi làng cũ của một tù trưởng người Daur tên Tolga. Thành phố này được biết đến chủ yếu dưới tên Mãn Châu của nó  'Saghalien Ula Hoton'  (Mãn Châu: sahaliyan ulai Hoton), và đôi khi cũng theo bản dịch tiếng Trung của tên này, Heilongjiang Cheng (黑龍江城). Cả hai tên có nghĩa là "Black River City", nhưng đến thế kỷ thứ 19 tên "Aigun" một lần nữa trở thành hiện nhiều hơn trong các ngôn ngữ phương Tây.
Đối với một số năm sau 1683, Aigun từng là kinh đô (ghế của Thống đốc quân sự) của tỉnh Hắc Long Giang, cho đến khi thủ đô được chuyển đến Nộn Giang (Mergen) vào năm 1690, và sau đó để Tề Tề Cáp Nhĩ. Aigun, tuy nhiên, vẫn chỗ ngồi của Phó Trung tướng (Fu dutong), chịu trách nhiệm cho một huyện lớn bao gồm nhiều thung lũng Amur trong tỉnh Hắc Long Giang là nó tồn tại trong những ngày đó.
Là một phần của một chương trình bản đồ Trung-Pháp quốc, Aigun (hay đúng hơn, Saghalien Ula Hoton) đã đến thăm ca. 1709 bởi các Dòng Tên Jean-Baptiste Régis, Pierre Jartoux và Xavier Ehrenbert Fridelli, người tìm thấy nó một thị trấn nổi bảo vệ, phục vụ như là cơ sở của một hạm đội sông Mãn kiểm soát các khu vực sông Amur.
Được bao quanh bởi rất nhiều ngôi làng trên vùng đồng bằng ven sông màu mỡ, thị trấn đã được cũng được cung cấp với thực phẩm.

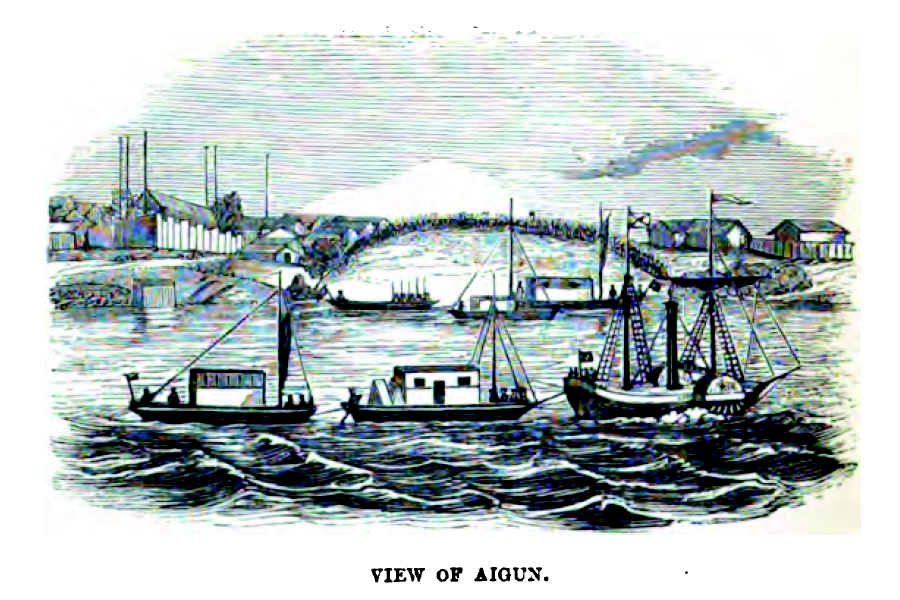
Hạm đội của Muravyov ở Aigun vào 1854

Đó là tại Aigun tháng năm 1858 là Nikolay Muravyov kết luận Hiệp ước Aigun, theo đó các ngân hàng bên trái của sông Amur đã được thừa nhận để Nga.
Trong Phong trào Nghĩa Hòa Đoàn năm 1900, trong một vài tuần Aigun là trung tâm của hành động quân sự chống lại các Nga. Vào 22 tháng 7 Aigun diễn ra Trận sông Amur (1900) (một phần của cuộc tấn công Nga xâm lược Mãn Châu).
Năm 1913 Airgun trở thành quận lỵ của Quận Airgun mới được tạo (瑷珲县, Aihun xian), được đổi tên thành quận Aihui (爱辉县) trong Tháng mười hai 1956.
Người Mãn Châu ở Bắc Kinh, thủ đô Trung Quốc thì chịu ảnh hưởng của phương ngữ Trung Quốc nói trong khu vực ảnh hưởng đến cách phát âm Mãn Châu có vẻ khó khăn cho họ, và họ phát âm chữ Mãn Châu theo ngữ âm Trung Quốc. Trong khi ngược lại, người Mãn Châu ở Aigun có cả phát âm Mãn Châu có vẻ đúng và phát âm theo Bắc Kinh, kể từ khi họ học được cách phát âm tiếng người ở Bắc kinh từ hoặc học tập tại Bắc Kinh hoặc từ các viên chức gửi đến Aigun từ thủ đô và họ có thể nói với họ ở ngoài, bằng cách sử dụng sự ảnh hưởng phát âm của người dân Bắc kinh, Trung Quốc khi chứng minh rằng họ đã được giáo dục tốt hơn hoặc tầm vóc vượt trội của mình trong xã hội.
Năm 1980, thành phố Hắc Hà đã được thành lập vào năm 1983, quận Ái Huy không còn tồn tại khi toàn bộ diện tích và dân số được sáp nhập vào thành phố Hắc Hà.

## Kỷ niệm
Theo Google Maps, có một số di tích lịch sử ở Aihui Town ngày nay (30 km về phía nam của trung tâm thành phố Hắc Hà) liên quan đến Aigun lịch sử. Chúng bao gồm "Thành phố Aihui cổ" (爱辉 古城), "Vườn quốc gia Aigun Heroic Defenders" (Aihun Weiguo Yingxiong Yuan, 瑷 珲 卫国 英雄 园), và "Hội chợ triễn lãm Aihui" (Aihui Lishi Chenlie Guan, 爱辉 历史 陈列馆).